# Joseph Rosales
Joseph Rosales (Tegucigalpa, 2000. november 6. –) hondurasi válogatott labdarúgó, az amerikai Minnesota United középpályása.

## Pályafutása

### Klubcsapatokban
Rosales a hondurasi fővárosban, Tegucigalpában született.
2018-ban mutatkozott be a panamai Independiente felnőtt keretében. 2021 és 2022 között az észak-amerikai első osztályban szereplő Minnesota United csapatát erősítette kölcsönben. Először a 2021. szeptember 16-ai, Sporting Kansas City ellen 4–0-ra elvesztett mérkőzés 58. percében, Jacori Hayes cseréjeként lépett pályára. 2022. november 30-án egyéves szerződést kötött az amerikai klubbal.

### A válogatottban
Rosales az U20-as és az U23-as korosztályú válogatottakban is képviselte Hondurast.
2022-ben debütált a felnőtt válogatottban. Először a 2022. március 31-ei, Jamaica ellen 2–1-re elvesztett mérkőzésen lépett pályára.

## Statisztikák
2022. október 18. szerint
| Klub             | Szezon   | Osztály  | Bajnokság | Bajnokság | Kupa  | Kupa | Nemzetközi | Nemzetközi | Összesen | Összesen |
| Klub             | Szezon   | Osztály  | Meccs     | Gól       | Meccs | Gól  | Meccs      | Gól        | Meccs    | Gól      |
| ---------------- | -------- | -------- | --------- | --------- | ----- | ---- | ---------- | ---------- | -------- | -------- |
| Minnesota United | 2021     | MLS      | 7         | 0         | 0     | 0    | —          | —          | 7        | 0        |
| Minnesota United | 2022     | MLS      | 25        | 0         | 3     | 0    | —          | —          | 28       | 0        |
| Összesen         | Összesen | Összesen | 32        | 0         | 3     | 0    | 0          | 0          | 35       | 0        |

### A válogatottban
| Válogatott | Év       | Pályára lépés | Gól |
| ---------- | -------- | ------------- | --- |
| Honduras   | 2022     | 3             | 0   |
| Honduras   | 2023     | 10            | 0   |
| Honduras   | 2024     | 8             | 0   |
| Összesen   | Összesen | 21            | 0   |